# Wazner
Wazner fou un faraó predinàstic de l'antic Egipte que regnà sobre el delta del Nil cap al 3100 aC. També se'l menciona a les inscripcions de la Pedra de Palerm entre altres reis del Baix Egipte. No se sap res més de la seva vida o regnat.
| K2 |

| K2 |